# Internetdemokrati
En allmän definition av internetdemokrati är att använda Internet och annan informations- och kommunikationsteknik (IKT) av demokratiska ideal och styrelseformer genom att "Internets informationsflöde, förstärkt av ständigt ökande rain-data, ständigt förändrar människors kunskaper av offentliga angelägenheter och mer allmänt de politiska relationerna mellan människor inom och mellan samhällen." I många fall används sociala media, såsom Facebook, Twitter, Wordpress och Blogspot, mycket för att främja demokratin.
En uppfattning av akademiska forskare och observatörer är att Internet har en formad politik i ett globalt och universellt fenomen som hjälper till att göra konsumenterna (det vill säga medborgarna) mer aktiva "handlare" av politiska budskap och "varor". Dock är värdet av att Internet verkligen förbättrar demokratiska processer hårt debatterat. Många forskare och populära observatörer tror att Internet bara tillför en ytterligare väg för etablerade makter såsom mediala moguler, större chefer i multinationella företag och andra rika personer, att påverka medborgare eftersom de "äger" Internet och påverkar dess användning.
Vissa individer trodde att internetdemokrati hade hotats i USA med införandet av HR 3261, Stop Online Piracy Act (SOPA), i USA:s representanthus. En Huffington Post-skribent noterade att det bästa sättet att främja demokratin, inklusive att hålla yttrandefrihet tillåtet, är genom att besegra Stop Online Piracy Act. Det är viktigt att notera att SOPA sköts upp på obestämd tid efter att stora protester uppstod, bland annat genom att många populära webbplatser som engelskspråkiga Wikipedia, lanserade en webbplatsmörkläggning den 18 januari 2012. I Indien har en liknande situation noterades i slutet av 2011, då Indiens kommunikations- och IT-minister Kapil Sibal föreslog att stötande innehåll skall vara privat "förhandsgranskat" innan det är tillåtet på Internet utan regler för "redressal". Dock citerar senare nyhetsrapporter Sibal som sade att det inte skulle finnas några som helst begränsningar för användning av Internet.